# 李振裕
李振裕（1641年—1707年），字維饒，號醒齋，江西吉水人。清朝政治人物。

## 生平
康熙九年（1670年）庚戌科進士，選庶吉士，散館授檢討。升侍講，出督江南學政。歷任工部、刑部、戶部、禮部尚書。有《白山石房集》14卷。

## 家族
祖父李尚德。父李元鼎，母朱中楣為晚明宗室辅国中尉朱议汶次女。